# Стоцкий, Владислав Владимирович
Владисла́в Влади́мирович Сто́цкий (укр. Владислав Володимирович Стоцький, позывной — Огонь; 24 июня 1999, Житомир) — украинский военнослужащий, старший лейтенант, участник российско-украинской войны. Герой Украины (2025).

## Биография
Во время российского вторжения в Украину Владислав Стоцкий служил в батальоне «Свобода» 4-й бригады оперативного назначения Национальной гвардии Украины. С 10 июля по 16 сентября 2024 года он вместе с семью побратимами из батальона «Свобода» и военнослужащими батальона К-2 54-й отдельной механизированной бригады ВСУ сдерживал российское наступление на город Северск Донецкой области. В течение 67 суток бойцы вели бой в окружении, обороняя опорный пункт возле села Спорное; Владислав Стоцкий был командиром позиции. 16 сентября российский штурмовой отряд атаковал опорный пункт с использованием двух танков, двух МТ-ЛБ и БМП, из которых десантировался целый штурмовой взвод. На опорном пункте на тот момент оставались Владислав Стоцкий, Роман Омеляненко и Александр Хомяк. Им троим удалось отбить атаку и уничтожить весь штурмовой отряд противника. В ходе боя Александр Хомяк погиб. За период обороны на этой позиции украинские военнослужащие ликвидировали десятки противников и 6 единиц бронетехники. После того боя бойцов вывели с позиции, семеро из них смогли вырваться из окружения. За проявленное мужество и героизм Владиславу Стоцкому, Роману Омеляненко и Александру Хомяку было присвоено звание Героя Украины.

## Награды
- Звание «Герой Украины» с удостоением ордена «Золотая Звезда» (26 февраля 2025) — за личное мужество и героизм, проявленные в защите государственного суверенитета и территориальной целостности Украины, верность военной присяге[4].